# مايك مكدونالد
مايك مكدونالد (بالإنجليزية: Mike McDonald)‏ (8 نوفمبر 1950 بغلاسكو في المملكة المتحدة - ) هو مدرب كرة قدم ولاعب كرة قدم بريطاني في مركز حراسة المرمى. لعب مع سانت جونستون وستوك سيتي ونادي هيبرنيان وبيرويك راينجرز ونادي اربوراث وهاويك رويال ألبرت ‏ ونادي كلايدبانك ‏.

## وصلات خارجية
- مايك مكدونالد على موقع قاعدة بيانات كرة القدم.إي يو (الإنجليزية)